# Spjälla
Spjälla är en ort i Södra Åsums socken i Sjöbo kommun belägen ett par kilometer söder om Sjöbo tätort. SCB avgränsade före 2015 en del av bebyggelsen i orten till en småort som namnsattes till Spjälla (norra delen). Småorten upphörde 2015 när området växte samman med bebyggelsen i Sjöbo.